# Grisolia

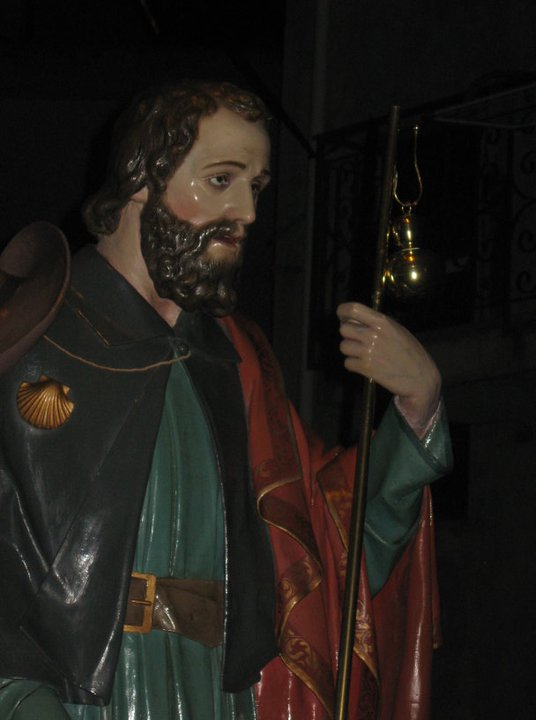
San Rocco Grisolia

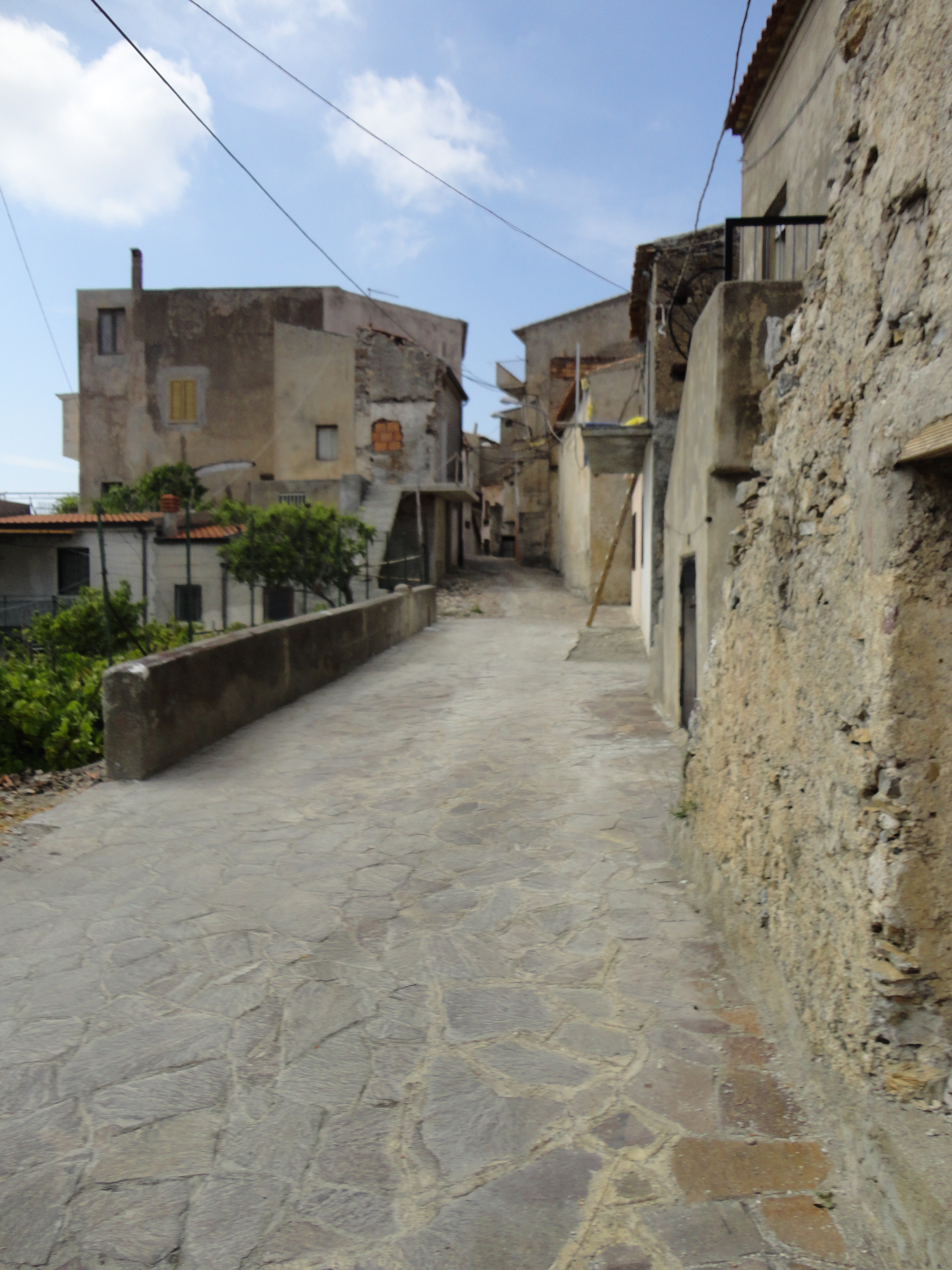
Grisolia centro (Schina)

Grisolia (Grìsulia in calabrese), è un comune italiano di 2 170 abitanti della provincia di Cosenza, facente parte del Parco nazionale del Pollino. Inoltre, il comune si affaccia sulla costa tirrenica dell'alto Tirreno della Calabria.

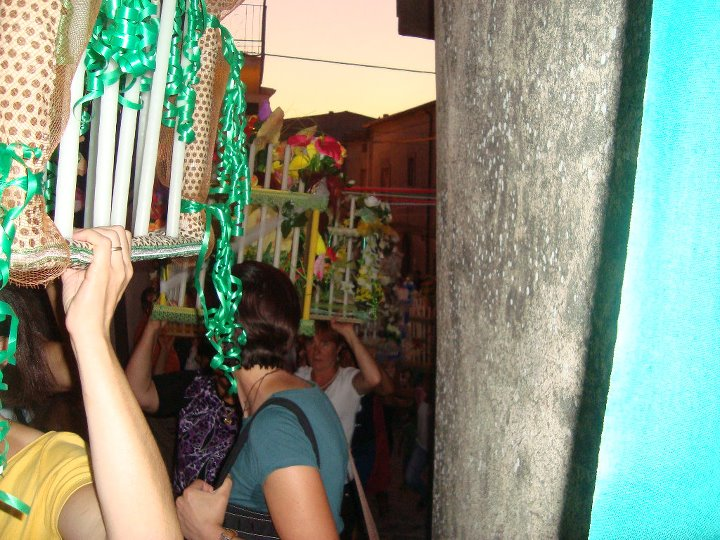
Le Caggie a Grisolia

## Geografia fisica
Curiosa è la sua posizione geografica, infatti è arroccato su un colle ed è separato dal vicino abitato di Maierà da un burrone (i due paesi distano solo 900 metri in linea d'aria).
Ben noto centro balneare, Grisolia si trova al centro della Riviera dei Cedri con la sua felice posizione a 465 metri di altitudine. Inoltre fa parte del Parco nazionale del Pollino per oltre 33.300 ettari, dove, a 1905 metri s.l.m., si trova il versante occidentale del Monte La Mula,  la quota più alta raggiunta da un comune italiano con sbocco al mare.
È un'area ad alta biodiversità dove i castagni secolari (castagno del ramarro) ne sono i simboli. La presenza del capriolo autoctono e del lupo appenninico, sono i caratteristici simboli faunistici del territorio montano; sui costoni del La Mula, il Pino Loricato, simbolo del Pollino, ne impreziosisce la biodiversità. Inoltre in Località Pantanelli è presente un'area attrezzata e una sorgente.
Il territorio comunale risulta essere molto eterogeneo, estendendosi dal Litorale sul Mar Tirreno, dove è posta la frazione Acchio, al versante occidentale del Monte La Mula, posto alla quota di 1905 metri sul livello del mare.
Il paese presenta tre nuclei abitativi: la zona nuova o lido a ridosso del mare, la zona intermedia presso la stazione ferroviaria o zona marina ed il nucleo del centro storico.

## Storia
Centro di origine medioevale, il cui nome, secondo alcuni studiosi potrebbe essere derivato dal greco Chrousolea o dal latino Chrisena, che in entrambi i casi significa oro. Non è bene certo se si riferisce alla particolare fertilità delle sue terre o se invece veramente c'era la presenza di miniere d'oro.
Nel territorio del Monte la Mula, fin dalla preistoria, vennero sfruttate vene metallifere dalle quali furono estratti diversi metalli, tra i quali rame, ferro e oro.

## Monumenti e luoghi d'interesse

### Il centro storico
L'interno di Grisolia è un intrico di vicoli, scale, archi e supporti. I vicoli sono innumerevoli e diversi tra loro per lunghezza e larghezza. Una caratteristica dell'architettura del centro storico e il supporto, in dialetto lo spuortu, tratti coperti dove le case sono una addossata all'altra. Particolarmente diffusa nelle costruzioni, è la pietra di Grisolia. Molto usati nella copertura dei tetti sono i coppi d'argilla, in dialetto ceramili. Questo motivo appare così diffuso tanto da potersi considerare ricorrente nell'edilizia grisoliota. Questi ultimi formano con l'attaccatura al muro una smerlatura di singolare effetto. Le mura sono lasciate grezze e non intonacate.
I palazzi si distinguono per mole, stile ed età. Tra di essi spiccano il Palazzo Ducale, che risale al XV secolo, oggi di proprietà comunale; Il Palazzo de Patto in zona castello e il Palazzo Tosto sopra lo spuorto di Via Sotto le Mura. Nelle strade confluiscono i vicoli, vanelle, una volta quasi tutti predisposti a gradinate di pietra, oggi, pavimenti in porfido con elementi decorativi e ciottoli di fiume.
Nella parte alta dell'abitato vi è il Santuario di San Rocco da Montpellier meta di pellegrinaggio soprattutto nel mese di agosto, è intitolato alla Madonna delle Grazie; a cui si può arrivare tramite lo spuortu di Via Chiesa.

### Aree naturali
Da Via Panoramica si può ammirare tutta la Riviera dei Cedri e tutto il Golfo di Policastro fino a Capo Palinuro.

## Società

### Evoluzione demografica
Abitanti censiti

La popolazione è stata fino agli anni sessanta/settanta di circa 3 500 abitanti. In questo periodo inizia una riduzione della sua popolazione residente, infatti la maggior parte di essa emigra al nord ;soprattutto a Taino, in provincia di Varese, dove oggi ne risiede ancora buona parte..

### Tradizioni e folclore

#### La festa di San Rocco
Grisolia è ricca di tradizioni che si tramandano di generazione in generazione. La più importante è la processione di San Rocco di Montpellier, la cui ricorrenza è il 16 agosto. Oltre alla rituale banda, molte donne, spesso a piedi nudi, seguono il santo in doppia fila portando sulla testa le famose caggie (strutture di legno, in cui vengono infilate tante candele, adorne di fiori variopinti e nastri). Sono ex-voto che vengono offerti al santo taumaturgo. Durante la processione che si svolge il 15 ed il 16 agosto, le strade ed i balconi si abbelliscono con nastri colorati, coperte con l'effigie del santo, fiori e candele. Al passaggio della statua del santo vengono lanciati dalle finestre petali profumati. Le donne con le caggie in testa cantano canzoni di devozione a San Rocco.
Il culto del Santo si è consolidato presumibilmente intorno ai secoli XVI-XVII in seguito a pestilenza.

## Cultura

### Istruzione

#### Museo civico etnografico
Il museo nasce grazie alla volontà e dal lavoro dell'associazione Italo Muti, che dopo una meticolosa e lunga opera di patrimonializzazione, espone nel 1991 una prima raccolta di oggetti della civiltà agropastorale grisoliota. La raccolta sarà in seguito donata al comune e verrà istituito il Museo Civico Etnografico di cui la stessa diventerà a tutti gli effetti collezione permanente.

## Infrastrutture e trasporti
Dall'A2 Autostrada Salerno-Reggio Calabria si può raggiungere Grisolia uscendo allo svincolo di Lagonegro Nord e percorrendo la superstrada della valle del fiume Noce (SS 585) fino alla superstrada SS 18 Tirrena inferiore. Dopo circa 20 km si arriva al paese uscendo agli svincoli di Santa Maria del Cedro, Grisolia e Cirella-Diamante. Grisolia è attraversata dalla Strada statale 18 Tirrena Inferiore e nella zona dello scalo è presente la Stazione ferroviaria Grisolia-Santa Maria, che offre pochi collegamenti diretti sulla tratta Sapri - Paola della linea Battipaglia - Reggio Calabria.

## Amministrazione
Nel 1811, diventato  comune, comprendeva la frazione Cipollina, oggi parte integrante del comune di Santa Maria del Cedro, che si staccò nel 1948 (fino a questa data la cittadina è stata segnata sotto il nome di Grisolia-Cipollina).
| Periodo | Periodo | Primo cittadino   | Partito | Carica  | Note |
| ------- | ------- | ----------------- | ------- | ------- | ---- |
| 1995    | 2005    | Aldo Mario Crusco |         | sindaco |      |
| 2005    | 2020    | Antonio Longo     |         | sindaco |      |